# Lucio Lucrezio Trione
Lucio Lucrezio Trione (in latino Lucius Lucretius Trio; fl. 76-74 a.C.) fu un triumvir monetalis, che ha coniato due denarii tra il 76 e il 74 a.C.
Un altro componente della stessa famiglia, Gneo Lucrezio Trione, aveva ricoperto la stessa carica nel 136 a.C. I nomi di entrambi ci sono noti solo dalle loro monete.
Il monetario del 136 aveva emesso un denario con al dritto la testa elmata della dea Roma, il proprio cognomen (TRIO) dietro e l'indicazione del valore, X, davanti. Al rovescio la tradizionale rappresentazione dei Dioscuri e sotto CN. LVCR.; in esergo: ROMA. (Bab 1, Syd 450, Cr237/1).
Lucio Lucrezio ricoprì la carica verso il 75 a.C., quando oramai da decenni era invalsa l'abitudine di usare tipi che esaltassero in qualche modo l'importanza della gens del monetario.
In particolare in una delle sue monete (Lucretia 2) al dritto è rappresentata la testa del sole radiato e al rovescio la luna (crescente) circondata da sette stelle.
Il sole e la luna sono gli astri che danno più luce (lux) e ciò allude alla prima parte del nomen del monetario.
Le sette stelle rappresentano la costellazione dell'Orsa maggiore, che in latino era anche denominata Septem Triones ("sette buoi"). I triones in questo caso alludono al cognomen di Lucio Lucrezio.
È un componente dell'antica famiglia romana dei Lucretii.